# Campeonato Europeu de Voleibol Feminino de 2013
O Campeonato Europeu de Voleibol Feminino de 2013 foi a 28ª edição deste torneio bianual que reúne as principais seleções europeias de voleibol feminino. A Confederação Europeia de Voleibol (CEV) foi a responsável pela organização do campeonato. Ocorreu na Alemanha e na Suíça entre 6 e 14 de setembro de 2013. A Rússia venceu a seleção alemã na decisão e, após um jejum de doze anos, conquistou seu 18º título.

## Escolha da sede
A abertura para inscrições de candidaturas de sedes para o Campeonato Europeu de 2013 ocorreu em 20 de janeiro de 2010. Após a avaliação da única candidatura inscrita, foram anunciadas Alemanha e Suíça como países sedes do torneio na XXXI Assembleia Geral da CEV em Liubliana, Eslovênia.

## Locais
| Halle                                  | Schwerin                                                      | Berlim                                                    |
| -------------------------------------- | ------------------------------------------------------------- | --------------------------------------------------------- |
| Gerry-Weber-Stadion Capacidade: 12 300 | Sport- und Kongresshalle Capacidade: 5 184[carece de fontes?] | Max-Schmeling-Halle Capacidade: 11 900                    |
|                                        |                                                               |                                                           |
| Zurique                                | ZuriqueHalleDresdenSchwerinBerlim                             | Dresden                                                   |
| Hallenstadion Capacidade: 13 000       | ZuriqueHalleDresdenSchwerinBerlim                             | EnergieVerbund Arena Capacidade: 6 000[carece de fontes?] |
|                                        | ZuriqueHalleDresdenSchwerinBerlim                             |                                                           |

## Países participantes
| Equipe        | Qualificação                  | Última participação  |
| ------------- | ----------------------------- | -------------------- |
| Alemanha      | País-sede                     | Itália - Sérvia 2011 |
| Suíça         | País-sede                     | Itália 1971          |
| Sérvia        | 1º lugar Itália - Sérvia 2011 | Itália - Sérvia 2011 |
| Turquia       | 3º lugar Itália - Sérvia 2011 | Itália - Sérvia 2011 |
| Itália        | 4º lugar Itália - Sérvia 2011 | Itália - Sérvia 2011 |
| Polônia       | 5º lugar Itália - Sérvia 2011 | Itália - Sérvia 2011 |
| Rússia (*)    | 6º lugar Itália - Sérvia 2011 | Itália - Sérvia 2011 |
| Espanha       | 1º do grupo A - segunda fase  | Itália - Sérvia 2011 |
| Países Baixos | 1º do grupo B - segunda fase  | Itália - Sérvia 2011 |
| Azerbaijão    | 1º do grupo C - segunda fase  | Itália - Sérvia 2011 |
| Croácia       | 1º do grupo D - segunda fase  | Itália - Sérvia 2011 |
| Bélgica       | 1º do grupo E - segunda fase  | Polônia 2009         |
| Bulgária      | 1º do grupo F - segunda fase  | Itália - Sérvia 2011 |
| Bielorrússia  | Terceira fase                 | Polônia 2009         |
| França        | Terceira fase                 | Itália - Sérvia 2011 |
| Chéquia       | Terceira fase                 | Itália - Sérvia 2011 |

(*) Herdou a vaga da Alemanha, vice-campeã do torneio na edição de 2011.

## Fórmula de disputa
As dezesseis seleções foram divididas em quatro grupos de quatro equipes cada de acordo com sorteio realizado em 6 de outubro de 2012 em Zurique. Na primeira fase, todas as seleções jogaram entre si dentro de seus respectivos grupos em turno único.
O primeiro colocado de cada grupo classificou-se automaticamente para as quartas-de-final. Já os segundos e terceiros colocados disputaram uma etapa eliminatória de repescagem: o segundo colocado do grupo A enfrentou o terceiro do C em jogo único e vice-versa; analogamente, os times do grupo B enfrentaram os do grupo D. Das quartas-de-final em diante foram realizados jogos eliminatórios até que se conhecesse a equipe campeã.
O campeão do torneio se classificou automaticamente para a Copa dos Campeões de 2013, que será realizada no Japão. Os cinco primeiros colocados foram automaticamente classificados para o Campeonato Europeu de Voleibol Feminino de 2015, que será realizado nos Países Baixos e na Bélgica.  Além disso, as equipes campeã e vice-campeã se qualificaram para o Campeonato Mundial de 2014.

## Primeira fase
- Horários UTC+3.
- Vitória por 3 sets a 0 ou 3 a 1: 3 pontos para o vencedor;
- Vitória por 3 sets a 2: 2 pontos para o vencedor e 1 ponto para o perdedor.

### Grupo A -Halle
Classificação
|     |               |     | Jogos | Jogos | Jogos | Sets | Sets | Sets  | Pontos | Pontos | Pontos |
| Pos | Equipe        | Pts | T     | V     | D     | V    | P    | R     | V      | P      | R      |
| --- | ------------- | --- | ----- | ----- | ----- | ---- | ---- | ----- | ------ | ------ | ------ |
| 1   | Alemanha      | 8   | 3     | 3     | 0     | 9    | 2    | 4.500 | 261    | 221    | 1.181  |
| 2   | Turquia       | 5   | 3     | 2     | 1     | 6    | 5    | 1.200 | 258    | 222    | 1.162  |
| 3   | Países Baixos | 5   | 3     | 1     | 2     | 7    | 6    | 1.167 | 280    | 273    | 1.026  |
| 4   | Espanha       | 0   | 3     | 0     | 3     | 0    | 9    | 0,000 | 142    | 225    | 0.631  |

Resultados
| Data  | Hora  |               | Placar |                  | Set 1 | Set 2 | Set 3 | Set 4 | Set 5 | Total   | Relatório |
| ----- | ----- | ------------- | ------ | ---------------- | ----- | ----- | ----- | ----- | ----- | ------- | --------- |
| 6 set | 17:00 | ' Alemanha '  | 3–0    | Espanha          | 25–15 | 25–15 | 25–17 |       |       | 75–47   | 75–47     |
| 6 set | 20:00 | Países Baixos | 2–3    | ' Turquia'       | 15–25 | 16–25 | 29–27 | 26–24 | 12–15 | 98–116  | 98–116    |
| 7 set | 17:00 | ' Alemanha '  | 3–2    | Países Baixos    | 27–25 | 20–25 | 22–25 | 25–23 | 15–9  | 109–107 | 109–107   |
| 7 set | 20:00 | ' Turquia '   | 3–0    | Espanha          | 25–13 | 25–19 | 25–15 |       |       | 75–47   | 75–47     |
| 8 set | 15:00 | Espanha       | 0–3    | ' Países Baixos' | 16–25 | 14–25 | 18–25 |       |       | 48–75   | 48–75     |
| 8 set | 18:00 | Turquia       | 0–3    | ' Alemanha'      | 19–25 | 23–25 | 25–27 |       |       | 67–77   | 67–77     |

### Grupo B -Zurique
Classificação
|     |         |     | Jogos | Jogos | Jogos | Sets | Sets | Sets  | Pontos | Pontos | Pontos |
| Pos | Equipe  | Pts | T     | V     | D     | V    | P    | R     | V      | P      | R      |
| --- | ------- | --- | ----- | ----- | ----- | ---- | ---- | ----- | ------ | ------ | ------ |
| 1   | Bélgica | 9   | 3     | 3     | 0     | 9    | 2    | 4.500 | 270    | 221    | 1.222  |
| 2   | Itália  | 6   | 3     | 2     | 1     | 7    | 4    | 1.750 | 253    | 207    | 1.222  |
| 3   | França  | 2   | 3     | 1     | 2     | 5    | 8    | 0.625 | 256    | 286    | 0.895  |
| 4   | Suíça   | 1   | 3     | 0     | 3     | 2    | 9    | 0.222 | 191    | 256    | 0.746  |

Resultados
| Data  | Hora  |             | Placar |            | Set 1 | Set 2 | Set 3 | Set 4 | Set 5 | Total  | Relatório |
| ----- | ----- | ----------- | ------ | ---------- | ----- | ----- | ----- | ----- | ----- | ------ | --------- |
| 6 set | 18:00 | ' Itália '  | 3–0    | Suíça      | 25–13 | 25–11 | 25–13 |       |       | 75–37  | 75–37     |
| 6 set | 20:30 | França      | 1–3    | ' Bélgica' | 25–22 | 19–25 | 17–25 | 17–25 |       | 78–97  | 78–97     |
| 7 set | 15:00 | ' Itália '  | 3–1    | França     | 25–16 | 25–15 | 20–25 | 25–16 |       | 95–72  | 95–72     |
| 7 set | 18:00 | Suíça       | 0–3    | ' Bélgica' | 21–25 | 16–25 | 23–25 |       |       | 60–75  | 60–75     |
| 8 set | 15:30 | ' França '  | 3–2    | Suíça      | 17–25 | 25–17 | 24–26 | 25–17 | 15–9  | 106–94 | 106–94    |
| 8 set | 18:30 | ' Bélgica ' | 3–1    | Itália     | 22–25 | 25–16 | 26–24 | 25–18 |       | 98–83  | 98–83     |

### Grupo C -Dresden
Classificação
|     |              |     | Jogos | Jogos | Jogos | Sets | Sets | Sets  | Pontos | Pontos | Pontos |
| Pos | Equipe       | Pts | T     | V     | D     | V    | P    | R     | V      | P      | R      |
| --- | ------------ | --- | ----- | ----- | ----- | ---- | ---- | ----- | ------ | ------ | ------ |
| 1   | Rússia       | 9   | 3     | 3     | 0     | 9    | 2    | 4.500 | 274    | 228    | 1.202  |
| 2   | Croácia      | 6   | 3     | 2     | 1     | 7    | 3    | 2.333 | 242    | 206    | 1.175  |
| 3   | Bielorrússia | 3   | 3     | 1     | 2     | 4    | 7    | 0.571 | 214    | 262    | 0.817  |
| 4   | Azerbaijão   | 0   | 3     | 0     | 3     | 1    | 9    | 0.111 | 211    | 245    | 0.861  |

Resultados
| Data  | Hora  |              | Placar |                 | Set 1 | Set 2 | Set 3 | Set 4 | Set 5 | Total | Relatório |
| ----- | ----- | ------------ | ------ | --------------- | ----- | ----- | ----- | ----- | ----- | ----- | --------- |
| 6 set | 17:30 | Azerbaijão   | 0–3    | ' Croácia'      | 15–25 | 23–25 | 21–25 |       |       | 59–75 | 59–75     |
| 6 set | 20:30 | Bielorrússia | 1–3    | ' Rússia'       | 21–25 | 25–22 | 14–25 | 14–25 |       | 74–97 | 74–97     |
| 7 set | 17:30 | Azerbaijão   | 1–3    | ' Bielorrússia' | 23–25 | 20–25 | 25–17 | 22–25 |       | 90–92 | 90–92     |
| 7 set | 20:30 | Croácia      | 1–3    | ' Rússia'       | 21–25 | 24–26 | 25–23 | 22–25 |       | 92–99 | 92–99     |
| 8 set | 15:00 | Bielorrússia | 0–3    | ' Croácia'      | 19–25 | 10–25 | 19–25 |       |       | 48–75 | 48–75     |
| 8 set | 18:00 | ' Rússia '   | 3–0    | Azerbaijão      | 25–16 | 25–20 | 28–26 |       |       | 78–62 | 78–62     |

### Grupo D -Schwerin
Classificação
|     |          |     | Jogos | Jogos | Jogos | Sets | Sets | Sets  | Pontos | Pontos | Pontos |
| Pos | Equipe   | Pts | T     | V     | D     | V    | P    | R     | V      | P      | R      |
| --- | -------- | --- | ----- | ----- | ----- | ---- | ---- | ----- | ------ | ------ | ------ |
| 1   | Sérvia   | 7   | 3     | 2     | 1     | 8    | 4    | 2,000 | 286    | 256    | 1.117  |
| 2   | Chéquia  | 4   | 3     | 2     | 1     | 6    | 7    | 0.857 | 289    | 288    | 1.003  |
| 3   | Polônia  | 4   | 3     | 1     | 2     | 6    | 7    | 0.857 | 281    | 288    | 0.976  |
| 4   | Bulgária | 3   | 3     | 1     | 2     | 6    | 8    | 0.750 | 290    | 314    | 0.924  |

Resultados
| Data  | Hora  |             | Placar |             | Set 1 | Set 2 | Set 3 | Set 4 | Set 5 | Total   | Relatório |
| ----- | ----- | ----------- | ------ | ----------- | ----- | ----- | ----- | ----- | ----- | ------- | --------- |
| 6 set | 17:00 | Sérvia      | 2–3    | ' Bulgária' | 25–23 | 25–13 | 22–25 | 28–30 | 13–15 | 113–106 | 113–106   |
| 6 set | 20:00 | ' Chéquia ' | 3–2    | Polônia     | 24–26 | 25–21 | 25–21 | 24–26 | 15–12 | 113–106 | 113–106   |
| 7 set | 17:00 | ' Sérvia '  | 3–0    | Chéquia     | 25–21 | 26–24 | 25–23 |       |       | 76–68   | 76–68     |
| 7 set | 20:00 | Bulgária    | 1–3    | ' Polônia'  | 22–25 | 25–18 | 13–25 | 18–25 |       | 78–93   | 78–93     |
| 8 set | 15:00 | ' Chéquia ' | 3–2    | Bulgária    | 14–25 | 25–20 | 29–31 | 25–19 | 15–11 | 108–106 | 108–106   |
| 8 set | 18:00 | Polônia     | 1–3    | ' Sérvia'   | 18–25 | 18–25 | 25–22 | 21–25 |       | 82–97   | 82–97     |

## Fase final
|  | Oitavas-de-final | Oitavas-de-final | Oitavas-de-final |         |   | Quartas-de-final | Quartas-de-final | Quartas-de-final |  |  | Semifinais     | Semifinais     | Semifinais     |                |  | Final    | Final  | Final |
|  |                  |                  |                  |         |   |                  |                  |                  |  |  |                |                |                |                |  |          |        |       |
|  |                  |                  |                  |         |   |                  |                  |                  |  |  |                |                |                |                |  |          |        |       |
|  |                  | A1               | Alemanha         | 3       |   |                  |                  |                  |  |  |                |                |                |                |  |          |        |       |
|  |                  |                  |                  | 3       |   |                  |                  |                  |  |  |                |                |                |                |  |          |        |       |
|  |                  |                  |                  | Croácia | 0 |                  |                  |                  |  |  |                |                |                |                |  |          |        |       |
|  | C2               | Croácia          | 3                | Croácia | 0 |                  |                  |                  |  |  |                |                |                |                |  |          |        |       |
|  | C2               | Croácia          | 3                |         |   |                  |                  |                  |  |  |                |                |                |                |  |          |        |       |
|  | A3               | Países Baixos    | 2                |         |   |                  |                  |                  |  |  |                |                |                |                |  |          |        |       |
|  | A3               | Países Baixos    | 2                |         |   |                  |                  |                  |  |  | Alemanha       | 3              |                |                |  |          |        |       |
|  |                  |                  |                  |         |   |                  |                  |                  |  |  | Alemanha       | 3              |                |                |  |          |        |       |
|  |                  |                  | Bélgica          | 2       |   |                  |                  |                  |  |  |                |                |                |                |  |          |        |       |
|  |                  |                  | Bélgica          | 2       |   |                  |                  |                  |  |  |                |                |                |                |  |          |        |       |
|  |                  |                  |                  |         |   |                  |                  |                  |  |  |                |                |                |                |  |          |        |       |
|  |                  |                  |                  |         |   |                  |                  |                  |  |  |                |                |                |                |  |          |        |       |
|  |                  | B1               | Bélgica          | 3       |   |                  |                  |                  |  |  |                |                |                |                |  |          |        |       |
|  |                  |                  |                  | 3       |   |                  |                  |                  |  |  |                |                |                |                |  |          |        |       |
|  |                  |                  |                  | França  | 2 |                  |                  |                  |  |  |                |                |                |                |  |          |        |       |
|  | D2               | Chéquia          | 2                | França  | 2 |                  |                  |                  |  |  |                |                |                |                |  |          |        |       |
|  | D2               | Chéquia          | 2                |         |   |                  |                  |                  |  |  |                |                |                |                |  |          |        |       |
|  | B3               | França           | 3                |         |   |                  |                  |                  |  |  |                |                |                |                |  |          |        |       |
|  | B3               | França           | 3                |         |   |                  |                  |                  |  |  |                |                |                |                |  | Alemanha | 1      |       |
|  |                  |                  |                  |         |   |                  |                  |                  |  |  |                |                |                |                |  | Alemanha | 1      |       |
|  |                  |                  | Rússia           | 3       |   |                  |                  |                  |  |  |                |                |                |                |  |          |        |       |
|  |                  |                  | Rússia           | 3       |   |                  |                  |                  |  |  |                |                |                |                |  |          |        |       |
|  |                  |                  |                  |         |   |                  |                  |                  |  |  |                |                |                |                |  |          |        |       |
|  |                  |                  |                  |         |   |                  |                  |                  |  |  |                |                |                |                |  |          |        |       |
|  |                  | C1               | Rússia           | 3       |   |                  |                  |                  |  |  | Terceiro lugar | Terceiro lugar | Terceiro lugar | Terceiro lugar |  |          |        |       |
|  |                  |                  |                  | 3       |   |                  |                  |                  |  |  | Terceiro lugar | Terceiro lugar | Terceiro lugar | Terceiro lugar |  |          |        |       |
|  |                  |                  |                  | Turquia | 0 |                  |                  |                  |  |  |                |                |                |                |  |          |        |       |
|  | A2               | Turquia          | 3                | Turquia | 0 |                  |                  |                  |  |  |                |                | Bélgica        | 3              |  |          |        |       |
|  | A2               | Turquia          | 3                |         |   |                  |                  |                  |  |  |                |                | Bélgica        | 3              |  |          |        |       |
|  | C3               | Bielorrússia     | 0                |         |   |                  |                  |                  |  |  |                |                |                |                |  |          | Sérvia | 2     |
|  | C3               | Bielorrússia     | 0                |         |   |                  |                  |                  |  |  | Rússia         | 3              |                |                |  |          | Sérvia | 2     |
|  |                  |                  |                  |         |   |                  |                  |                  |  |  | Rússia         | 3              |                |                |  |          |        |       |
|  |                  |                  | Sérvia           | 0       |   |                  |                  |                  |  |  |                |                |                |                |  |          |        |       |
|  |                  |                  | Sérvia           | 0       |   |                  |                  |                  |  |  |                |                |                |                |  |          |        |       |
|  |                  |                  |                  |         |   |                  |                  |                  |  |  |                |                |                |                |  |          |        |       |
|  |                  |                  |                  |         |   |                  |                  |                  |  |  |                |                |                |                |  |          |        |       |
|  |                  | D1               | Sérvia           | 3       |   |                  |                  |                  |  |  |                |                |                |                |  |          |        |       |
|  |                  |                  |                  | 3       |   |                  |                  |                  |  |  |                |                |                |                |  |          |        |       |
|  |                  |                  |                  | Itália  | 0 |                  |                  |                  |  |  |                |                |                |                |  |          |        |       |
|  | B2               | Itália           | 3                | Itália  | 0 |                  |                  |                  |  |  |                |                |                |                |  |          |        |       |
|  | B2               | Itália           | 3                |         |   |                  |                  |                  |  |  |                |                |                |                |  |          |        |       |
|  | D3               | Polônia          | 0                |         |   |                  |                  |                  |  |  |                |                |                |                |  |          |        |       |

### Oitavas-de-final
Halle
| Data   | Hora  |             | Placar |               | Set 1 | Set 2 | Set 3 | Set 4 | Set 5 | Total  | Relatório |
| ------ | ----- | ----------- | ------ | ------------- | ----- | ----- | ----- | ----- | ----- | ------ | --------- |
| 10 set | 17:00 | ' Turquia ' | 3–0    | Bielorrússia  | 25–16 | 25–13 | 25–17 |       |       | 75–46  | 75–46     |
| 10 set | 20:00 | ' Croácia ' | 3–2    | Países Baixos | 23–25 | 25–11 | 22–25 | 25–23 | 15–11 | 110–95 | 110–95    |

 Zurique
| Data   | Hora  |            | Placar |           | Set 1 | Set 2 | Set 3 | Set 4 | Set 5 | Total  | Relatório |
| ------ | ----- | ---------- | ------ | --------- | ----- | ----- | ----- | ----- | ----- | ------ | --------- |
| 10 set | 17:30 | ' Itália ' | 3–0    | Polônia   | 25–22 | 25–22 | 25–13 |       |       | 75–57  | 75–57     |
| 10 set | 20:30 | Chéquia    | 2–3    | ' França' | 25–20 | 25–9  | 23–25 | 23–25 | 18–20 | 114–99 | 114–99    |

### Quartas-de-final
Halle
| Data   | Hora  |              | Placar |         | Set 1 | Set 2 | Set 3 | Set 4 | Set 5 | Total | Relatório |
| ------ | ----- | ------------ | ------ | ------- | ----- | ----- | ----- | ----- | ----- | ----- | --------- |
| 11 set | 17:00 | ' Rússia '   | 3–0    | Turquia | 25–20 | 25–23 | 25–19 |       |       | 75–62 | 75–62     |
| 11 set | 20:00 | ' Alemanha ' | 3–0    | Croácia | 25–23 | 25–23 | 25–18 |       |       | 75–64 | 75–64     |

 Zurique
| Data   | Hora  |             | Placar |        | Set 1 | Set 2 | Set 3 | Set 4 | Set 5 | Total   | Relatório |
| ------ | ----- | ----------- | ------ | ------ | ----- | ----- | ----- | ----- | ----- | ------- | --------- |
| 11 set | 17:30 | ' Bélgica ' | 3–2    | França | 22–25 | 25–23 | 21–25 | 25–20 | 15–9  | 108–102 | 108–102   |
| 11 set | 20:30 | ' Sérvia '  | 3–0    | Itália | 25–14 | 28–26 | 25–18 |       |       | 78–58   | 78–58     |

### Semifinais -Berlim
| Data   | Hora  |              | Placar |         | Set 1 | Set 2 | Set 3 | Set 4 | Set 5 | Total   | Relatório |
| ------ | ----- | ------------ | ------ | ------- | ----- | ----- | ----- | ----- | ----- | ------- | --------- |
| 13 set | 17:00 | ' Rússia '   | 3–0    | Sérvia  | 25–23 | 25–19 | 25–12 |       |       | 75–54   | 75–54     |
| 13 set | 20:00 | ' Alemanha ' | 3–2    | Bélgica | 18–25 | 20–25 | 25–21 | 25–21 | 15–11 | 103–103 | 103–103   |

### Disputa pelo terceiro lugar -Berlim
| Data   | Hora  |             | Placar |        | Set 1 | Set 2 | Set 3 | Set 4 | Set 5 | Total   | Relatório |
| ------ | ----- | ----------- | ------ | ------ | ----- | ----- | ----- | ----- | ----- | ------- | --------- |
| 14 set | 17:00 | ' Bélgica ' | 3–2    | Sérvia | 23–25 | 25–21 | 28–26 | 21–25 | 15–11 | 112–108 | 112–108   |

### Final -Berlim
| Data   | Hora  |          | Placar |           | Set 1 | Set 2 | Set 3 | Set 4 | Set 5 | Total | Relatório |
| ------ | ----- | -------- | ------ | --------- | ----- | ----- | ----- | ----- | ----- | ----- | --------- |
| 14 set | 20:00 | Alemanha | 1–3    | ' Rússia' | 23–25 | 25–23 | 23–25 | 14–25 |       | 85–98 | 85–98     |

## Classificação final
| Posição | Equipe        |
| ------- | ------------- |
|         | Rússia        |
|         | Alemanha      |
|         | Bélgica       |
| 4       | Sérvia        |
| 5       | Croácia       |
| 6       | Itália        |
| 7       | Turquia       |
| 8       | França        |
| 9       | Países Baixos |
| 10      | Chéquia       |
| 11      | Polônia       |
| 12      | Bielorrússia  |
| 13      | Bulgária      |
| 14      | Suíça         |
| 15      | Azerbaijão    |
| 16      | Espanha       |

| Campeonato Europeu de Voleibol Feminino |
| --------------------------------------- |
| Rússia Campeã (Décimo oitavo título)    |

## Premiações individuais
| Melhor atacante   | Melhor bloqueadora | Melhor sacadora  | Melhor líbero    | Melhor receptora | Melhor levantadora | Maior pontuadora | Troféu fair play | MVP               |
| ----------------- | ------------------ | ---------------- | ---------------- | ---------------- | ------------------ | ---------------- | ---------------- | ----------------- |
| Jovana Brakočević | Christiane Fürst   | Margareta Kozuch | Valérie Courtois | Suzana Ćebić     | Ekaterina Pankova  | Lise Van Hecke   | Gert Vande Broek | Tatiana Kosheleva |